# 모나코 축구 연맹
모나코 축구 연맹(프랑스어: Fédération Monégasque de Football , 모네가스크 축구 연맹[*])은 모나코의 축구 관리 기구이다. 이 협회는 국제 축구 연맹이나 유럽 축구 연맹의 회원은 아니지만 독립 축구 협회 연맹의 회원으로 있다.
또한 모나코 축구 국가대표팀과 3개의 국내 컵 토너먼트를 운영한다.

## 개요
모나코 축구 연맹은 2000년에 설립되었으며 4월 27일에 국가 정부의 승인을 받았다. 조직을 운영하기 위해 4년 임기로 선출된 6명으로 구성된 소규모 이사회가 존재한다. 그들은 회원들이 함께 축구를 하고 친선 경기를 조직할 수 있도록 하는 것을 목표로 하고 있다.

## 같이 보기
- 모나코 축구 국가대표팀